# Ramanouka (rejon orszański)
Ramanouka (biał. Раманоўка; ros. Романовка, Romanowka) – wieś na Białorusi, w obwodzie witebskim, w rejonie orszańskim, w sielsowiecie Zubawa. 